# Harel (Izrael)
Harel (hebr. הראל) – kibuc położony w samorządzie regionu Matte Jehuda, w Dystrykcie Jerozolimy, w Izraelu.
Członek Ruchu Kibuców.

## Historia
Pierwotnie w tym miejscu znajdowały się pola uprawne należące do arabskiej wioski Bajt Dżiz. Podczas wojny o niepodległość, w dniu 27 lub 30 maja 1948 jeden z batalionów 7 Brygady Pancernej zdobył wioskę. Jej mieszkańcy wcześniej opuścili swoje domy. W kilka dni później rozpoczęto budowę Drogi Birmańskiej, która przebiegała przy ruinach wsi.
Współczesny kibuc został założony w 1948 przez imigrantów z Polski i Węgier.

## Gospodarka
Gospodarka kibucu opiera się na intensywnym rolnictwie.

## Komunikacja
Przy kibucu przebiega droga ekspresowa nr 44  (Holon-Eszta’ol).